# Acronychia acidula
Espèce
Classification phylogénétique
Acronychia acidula est un arbre de petite ou moyenne taille des forêts tropicales humides du Queensland, en Australie. Le fruit, acide et parfumé est récolté en Australie.
Son fruit a un goût compris entre le citron et le pamplemousse et est utilisé dans les boissons, les sauces et les confiseries.
L'arbre est cultivé à petite échelle dans les jardins spécialisés de la côte est de l'Australie depuis le nord du Queensland jusqu'au nord de la Nouvelle-Galles du Sud. L'arbre a une croissance rapide et demande à être taillé régulièrement pour pouvoir ramasser les fruits à hauteur d'homme. Il a une faible productivité et donne ses premiers fruits quatre ans après avoir été semé. Il préfère les sols bien drainés et riches.